# Напильник

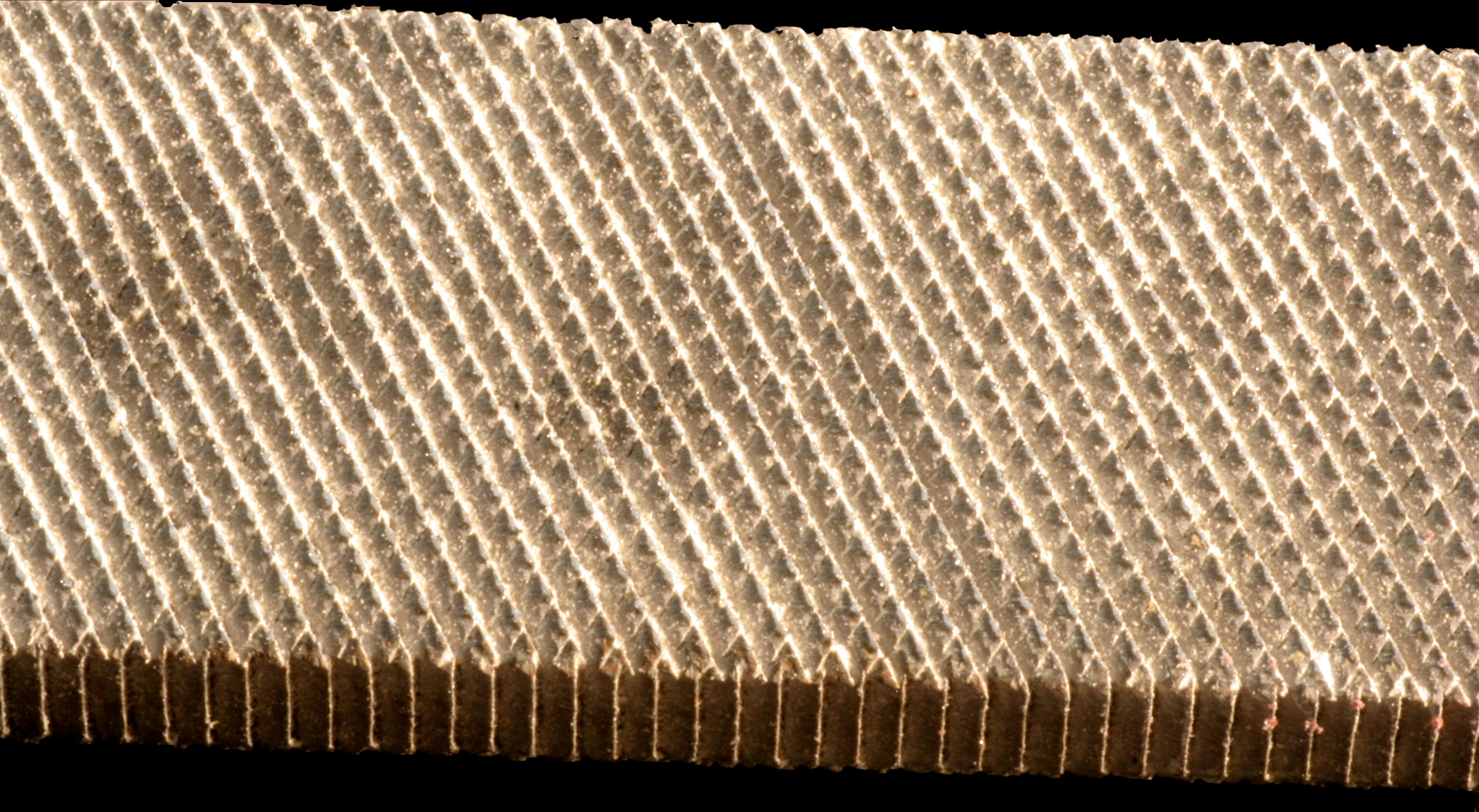
Напильник с двойной насечкой

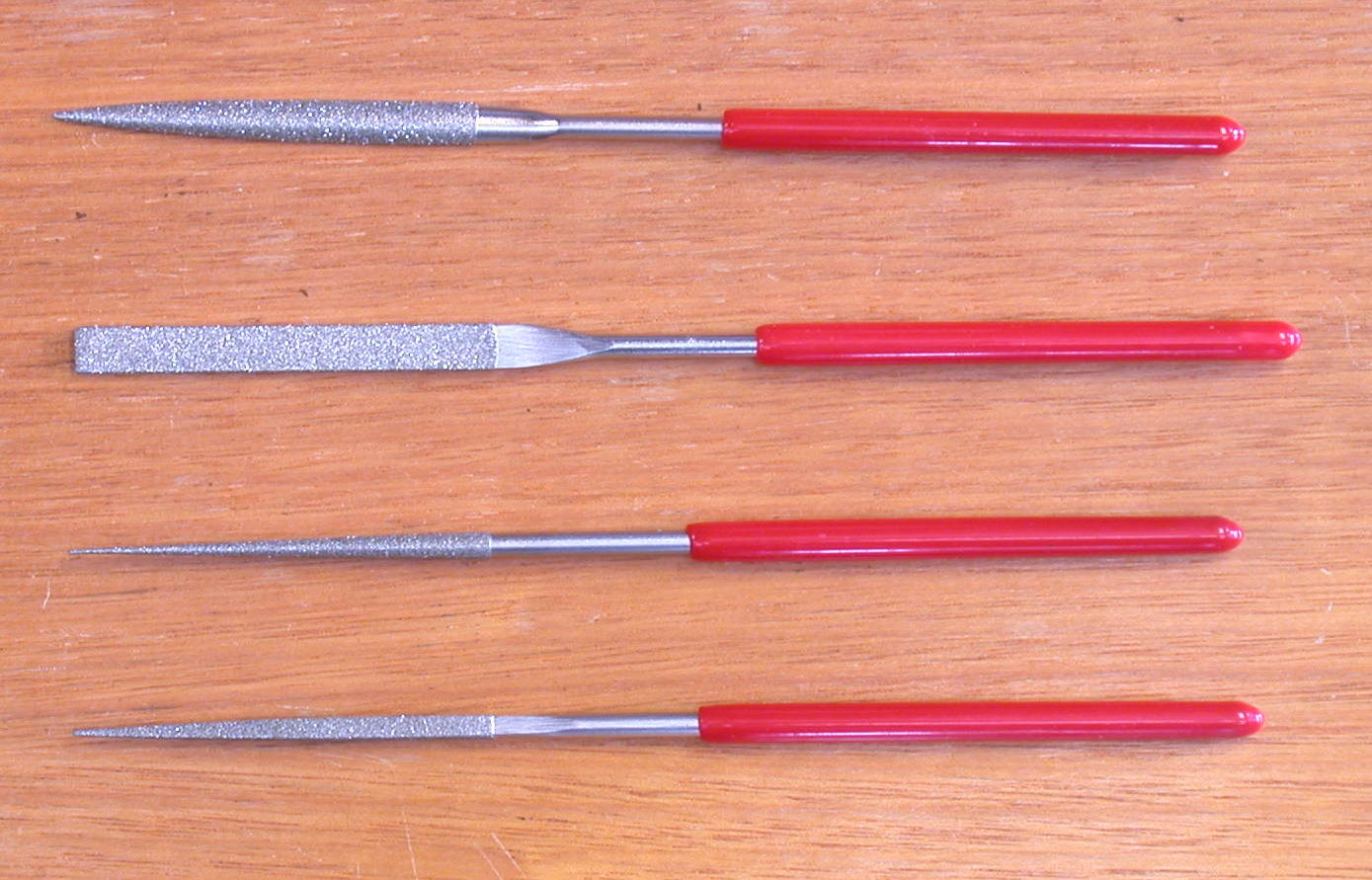
Надфили

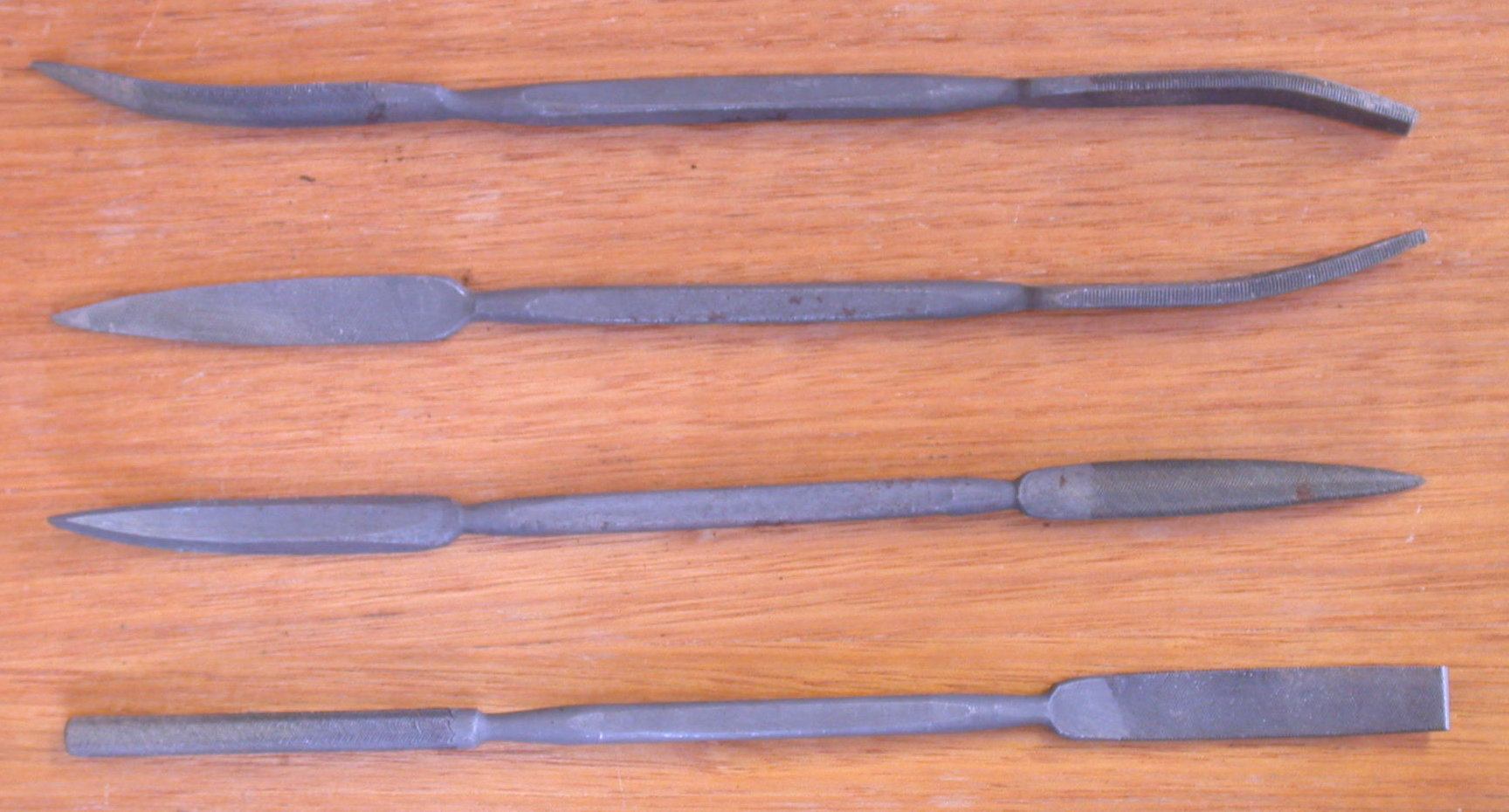
Рифели

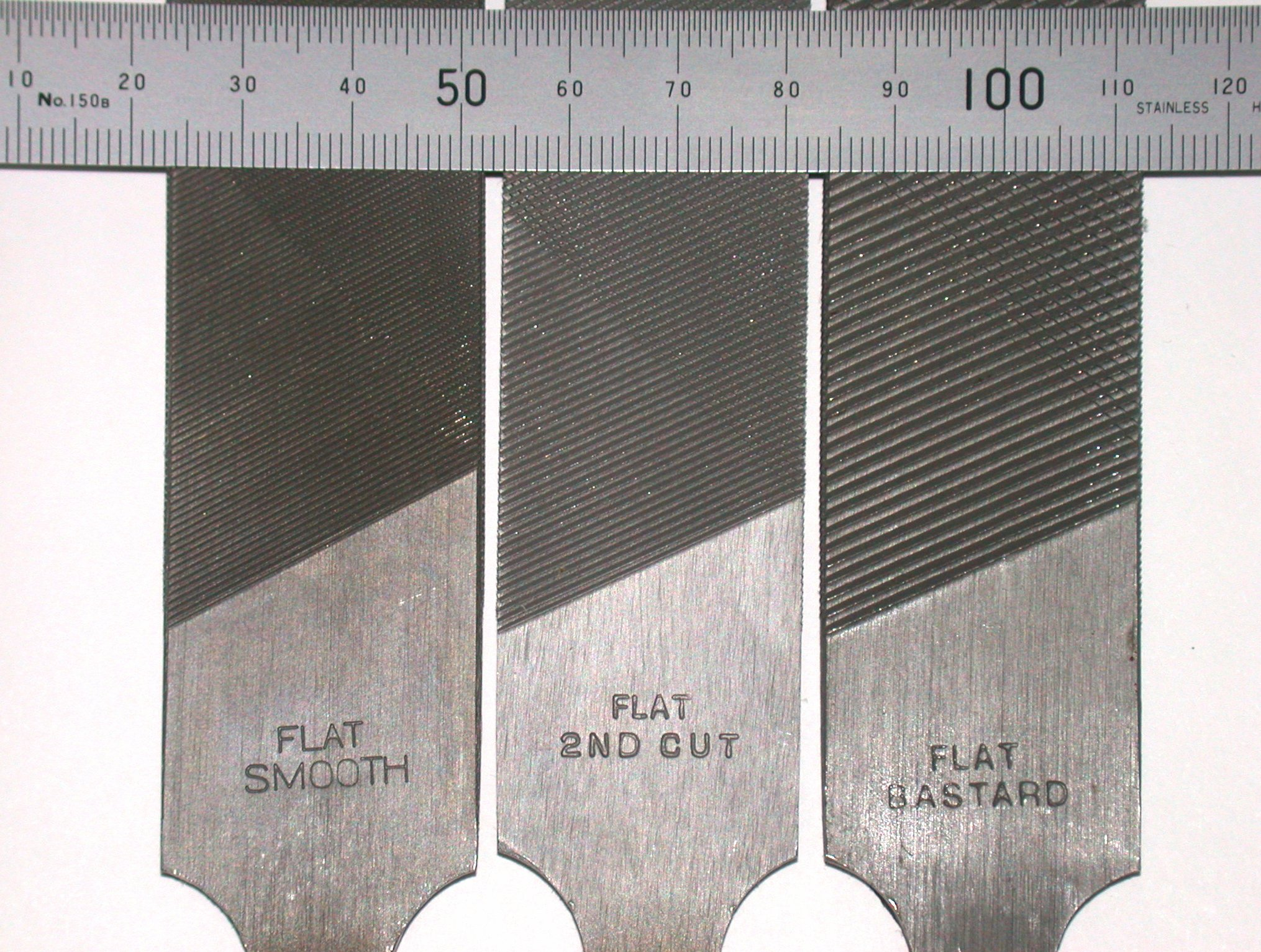
Разная частота насечки

Напи́льник — режущий инструмент для ручной обработки (в основном) металлов. Представляет собой стержень или пластину с насечкой из твёрдого материала. Ввиду низкой скорости резания (что обуславливает низкую температуру режущих кромок) для изготовления напильников применима высокоуглеродистая сталь, не имеющая в составе элементов, придающих теплостойкость (хром, ванадий, вольфрам). Являясь ручным инструментом, вне зависимости от назначения, напильник имеет ручку, приспособленную для удобства захвата её мастером. Основными назначениями напильника являются обработка граней металлической заготовки, удаление краски, ржавчины, или других загрязнений, заточка лезвия другого инструмента, и устранение неровностей.
Процесс обработки материала напильником называется опиливанием.
По характеру насечка подразделяется на:
- простую (одинарную) — применяется для цветных металлов.
- крестовую — для стали, чугуна и бронзы.
- фрезерованную (дуговую) — для цветных металлов и дерева.
- рашпильную (точечную) — для дерева, кожи, резины. Рашпиль имеет насечку в виде маленьких заусенцев, расположенных отдельно друг от друга. По-видимому, это самый древний вариант напильника. Его несложно изготовить в кустарных условиях, используя небольшое трёхгранное зубило.
- штампованную — на трубе или швеллере из стального листа выдавлены отверстия с острыми краями, торчащими наружу (аналогично кухонной тёрке). Применение как у рашпиля.

Существуют напильники (особенно надфили), вместо насечки покрытые алмазным порошком. Применяются
для обработки закалённой стали, стекла, керамики и т. п. При работе их необходимо обильно смачивать водой.
По частоте насечки напильники подразделяются на:
- драчёвые (драчевные) (от 5 до 13 зубьев на 1 см) — применяются для грубого опиливания. Драчёвый напильник снимает за один ход слой материала до 0,15 мм, точность обработки — 0,1-0,15 мм;
- личны́е (от 13 до 25 зубьев на 1 см) — для чистовой обработки. Точность опиливания личным напильником может достигать 0,025 мм;
- бархатные (от 25 до 80 зубьев на 1 см) — для точной подгонки и шлифования поверхностей. Поверхность после обработки бархатным напильником не имеет заметных глазом или наощупь штрихов, а точность обработки достигает 0,01-0,0025 мм.

На́дфиль (нем. Nadelfeile — игольчатый напильник) — маленький напильник для тонких работ.
Ри́фель — разновидность надфиля. Отличается тем, что рабочая часть изогнута (вплоть до крючкообразной). Применяется ювелирами для обработки криволинейных поверхностей. (Всегда изготавливаются только из магнитных сплавов для того, чтобы можно было магнитом отделить выкрошившиеся частицы рифеля от опилок драгоценных металлов).
По форме сечения рабочей части напильники (надфили) бывают:
- прямоугольные (плоские),
- квадратные,
- треугольные равносторонние,
- треугольные тупоугольные,
- круглые,
- полукруглые,
- овальные,
- ромбические,
- ножевые,
- и т. д.[2]

Напильники изготавливают, как правило, из инструментальной стали — нелегированной с содержанием углерода более 1 % (например, стали марки У13, У13А) или легированной хромом (13Х по ГОСТ 5950-73, с содержанием углерода 1,3 %). Напильники подвергаются термообработке со сквозным закаливанием или поверхностной закалке для получения высокой твёрдости зубьев насечки при сохранении достаточной вязкости тела напильника.

## Особые разновидности
В начале 1987 года на выставке инструментов в Хиросиме был представлен первый композитный металлокерамический напильник — из дешёвой незакалённой углеродистой стали, необходимые абразивные свойства которого обеспечивало сверхтвёрдое покрытие из карбида ванадия толщиной 3 мкм.
Разновидностью напильника является пилочка для ногтей.
Замятая либо иным образом повреждённая резьба может быть восстановлена при помощи резьбового напильника. Такие напильники, как правило, имеют несколько разных рабочих граней, предназначенных для обработки резьб различного шага.

### Надфиль

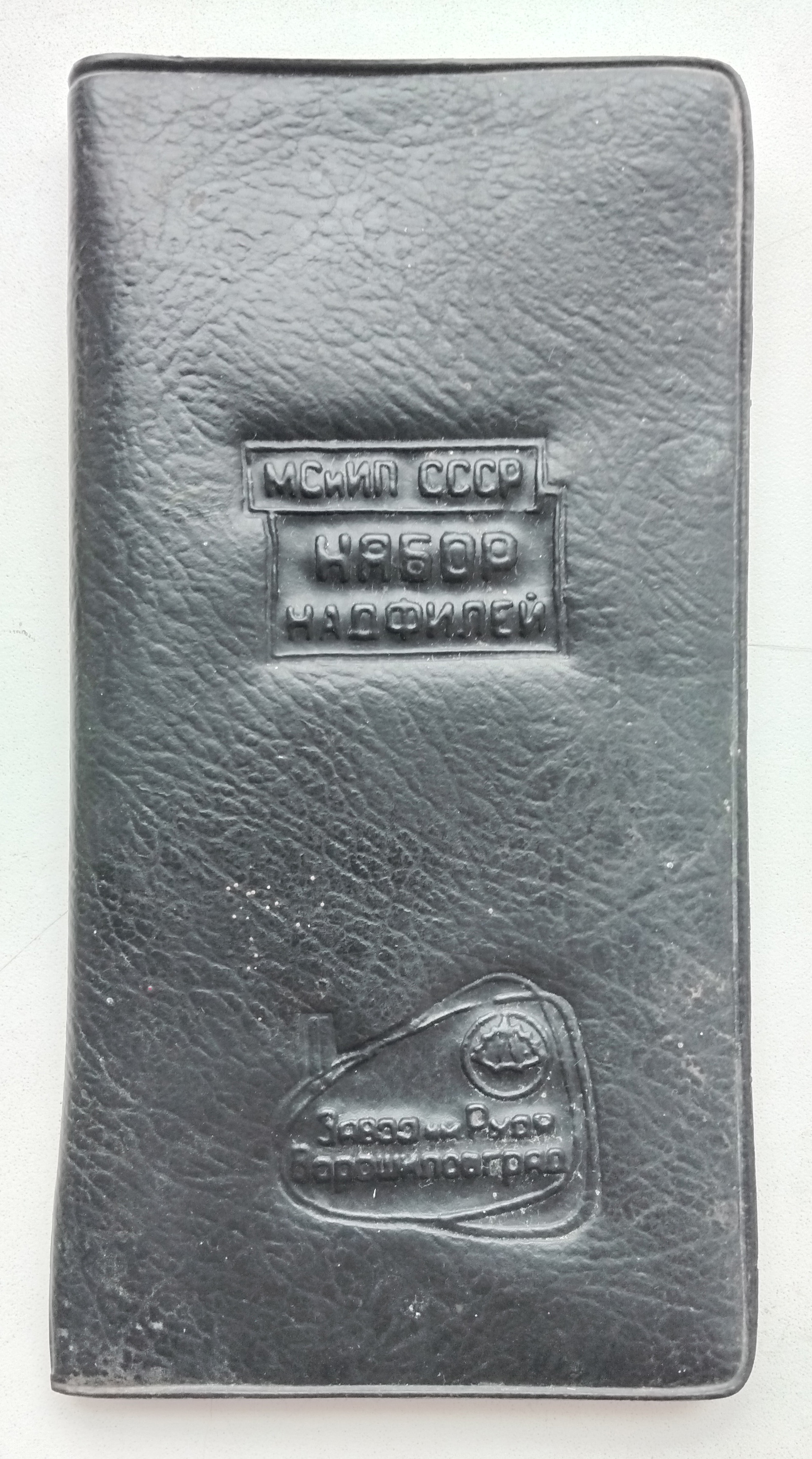
Набор надфилей, СССР

Надфиль — это миниатюрный напильник с неглубокой частой нарезкой под углом 25 и 45 градусов.
Его применяют для точной доводки мелких деталей. Таким инструментом пользуются ювелиры, часовые мастера, радиолюбители, электронщики, моделисты, а также специалисты прочих профессий, предусматривающих необходимость точной подгонки параметров деталей.